# Elio Vittorini
Elio Vittorini (ur. 23 lipca 1908 w Syrakuzach, zm. 12 lutego 1966 w Mediolanie) – włoski prozaik oraz tłumacz literatury amerykańskiej na język włoski.
Urodził się w Syrakuzach na Sycylii jako syn pracownika kolei. Jako siedemnastolatek zrezygnował ze szkoły i wyjechał do północnych Włoch, gdzie zaczął pracować jako robotnik drogowy. Potem przeniósł się do Florencji, gdzie pracował jako korektor i uczył się angielskiego. 
Debiutował na łamach florenckiego czasopisma literackiego "Solaria", gdzie w 1931 r. ukazują się jego pierwsze opowiadania - zebrane później w tomie Piccola borghesia (1931) oraz Erica; Garibaldynka (1956). 
Do 1941 roku utrzymywał się z tłumaczeń amerykańskich i angielskich utworów na język włoski. Przekładał m.in. utwory Williama Saroyana, D.H. Lawrence'a, Edgara Allana Poe, Williama Faulknera, Daniela Defoe i Ernesta Hemingwaya, a także wiersze T.S. Eliota, W.H. Audena czy Louisa MacNeice. Był też autorem powieści o tematyce współczesnej Il garofano rosso (1948) oraz Sycylijska rozmowa (1941, wyd polskie 1984). 
Utwory Elio Vittoriniego były niezgodne z linią prezentowaną przez władze faszystowskie, czasopismo w którym się ukazywały były cenzurowane, a nawet wycofano z obiegu cały nakład. W 1942 roku po opublikowaniu Sycylijskiej rozmowy, był przesłuchiwany, a w 1943 roku uwięziony. Po zwolnieniu działał w ruchu oporu. 
Po wojnie Vittorini wydawał pismo polityczno-kulturalne Il Politecnico (1945–1947), a później redagował mediolański kwartalnik literacki Il Menabò (wraz z Italo Calvino). 
Najbardziej znaną jego powieścią jest Ludzie'a czy nie? (1945, wyd. polskie 1958) o włoskim ruchu oporu w czasie II wojny światowej.
W 1958 roku został zgłoszony do literackiej nagrody Nobla.

## Wybrane publikacje
- Ritratto di re Gianpiero (1927)
- Piccola borghesia (1931)
- Il garofano rosso (1933/1934)
- Nei Morlacchi. Viaggio in Sardegna (1936)
- Sycylijska rozmowa (Conversazione in Sicilia (1938/1939), przekład na język polski Barbara Sieroszewska, ISBN 83-06-01004-3, 1984)
- Americana (1941/1942)
- Ludzie, czy nie? (Uomini e no, 1945, przekład na polski Halina Ochęduszko, 1958)
- Il Sempione strizza l’occhio al Frejus (1947)
- Le donne di Messina (1949)
- La garibaldina (1950)
- Erica e i suoi fratelli (1956)
- Diario in pubblico (1957)
- Le due tensioni (1967)
- Le città del mondo (1969)